# Lucius Roscius Fabatus
Lucius Roscius Fabatus (vers 95–90 av. J.-C. - 43 av. J.-C.) est un officier militaire et homme politique de la fin de la République romaine.

## Biographie
Appartenant à la gens plébéienne Roscia (en), il nait probablement vers 95-90 av. J.-C. à Lanuvium, ville du Latium connue pour son temple et son culte de Juno Sospita. Il commence sa carrière politique (cursus honorum) comme monnayeur en 64 av. J.-C.. En 55 av. J.-C. il est élu tribun de la plèbe et coparraine au moins une loi, la lex Mamilia Roscia Alliena Peducaea Fabia. Associé à la faction des populares, il soutient Jules César.
Il est membre de l'état-major de César pendant la guerre des Gaules et est chargé de diverses tâches, dont le commandement de la treizième légion sur le Bas-Rhin, à l'hiver 54 av. J.-C.. C'est au cours de cet hiver qu'Ambiorix incite les Eburons et les Nervii à attaquer les quartiers des légions romaines, mais Fabatus semble n'avoir pris aucune part dans les opérations résultant de leur révolte puisque le quartier dans lequel il était stationné resta calme. Il a cependant informé César des mouvements hostiles en Armorique au cours du même hiver.
Après son service en Gaule il soutient César au Sénat. Élu préteur en 49 av. J.-C., il cherche à servir de médiateur entre César et ses adversaires lors de la guerre civile. En 49 av. J.-C. il promulgue une loi portant son nom qui accorde la pleine citoyenneté romaine aux populations de la Gaule cisalpine en Transpadanie (zone au nord du Pô). 
Après la traversée du Rubicon par César, Pompée envoie Fabatus avec Lucius Julius Caesar (en) et d'autres pour rencontrer César à Ariminum. César transmet à Fabatus des contre-propositions qu'il remet à Pompée et aux consuls à Capoue. Les adversaires de César étaient prêts à accepter les propositions de César avec des amendements substantiels, que Fabatus et L. Caesar ont rapportés à César. César rejette ces amendements et Fabatus n'a pu empêcher l'escalade de la guerre civile.
Après l'assassinat de César, Fabatus prend part aux guerres civiles qui ont suivi. 
Il est tué le 14 ou 15 avril 43 av. J.-C., lors de la bataille de Forum Gallorum où s'affrontent Marc Antoine et les légions du sénat.